# Nina Radojčić
Danica Radojčić, nota anche con lo pseudonimo di Nina (Belgrado, 5 agosto 1989), è una cantante serba.
Ha partecipato all'Eurovision Song Contest 2011 come rappresentante della Serbia presentando il brano Čaroban, composto da Kristina Kovač.